# سام بوش
سام بوش (انگلیسی: Sam Bush؛ زادهٔ ۱۳ آوریل ۱۹۵۲) موسیقی‌دان و خواننده اهل ایالات متحده آمریکا است. وی از سال ۱۹۶۳ میلادی تاکنون مشغول فعالیت بوده‌است.